# فرگشت زن
تکامل زن: از قبیلهٔ مادرسالار تا خانوادهٔ پدرسالار کتابی است که توسط سوسیالیست انقلابی اهل آمریکا، اِولین رید، در سال ۱۹۷۵ میلادی منتشر شد. این کتاب دیدگاهی مارکسیستی را در مورد تاریخ زنان ارائه می‌کند و از پیشگامان فمینیسم مارکسیست محسوب می‌شود. به بسیاری از زبان‌ها ترجمه شده‌است.
نویسنده در کتاب تکامل زن، می‌پرسد که انسان‌شناسی چه چیزی می‌تواند در مورد تکامل اجتماعی به ما بگوید؟ سپس نتیجه می‌گیرد که سازمان اجتماعی از رابطهٔ مادر و فرزند برخاسته و در ابتدا به عنوان یک سیستم قبیله‌ای مادرتباری بوده که تدریجاً به صورت خانواده‌های پدرسالار درآمده و شکل هنجار به خود گرفته‌است (ص. xiii).
مؤلف به‌طور ویژه بر اولین سوابق جوامع «ابتدایی» (با اقتصاد مبتنی بر شکارچی-گردآورنده یا کشاورز ساده) تمرکز می‌کند (ص ۴۶۸، xviii). این جوامع تا قرن نوزدهم بسیار گسترده بودند. آن‌ها هیچ زبان نوشتاری نداشتند و نویسنده خاطرن شان می‌کند که در عرض چند سال پس از تماس با اروپایی‌ها، ساختار اجتماعی آن‌ها اغلب به‌طور اساسی تغییر می‌کرد (ص. ۱۶۲). بنابراین، او بر قدیمی‌ترین سوابق انسان‌شناسی تکیه می‌کند و به‌ویژه به بررسی چنین آثاری که رابرت بریفالت در سال ۱۹۲۷ منتشر کرد، استناد می‌کند (ص. xv).
مشاهدات اساسی او این است که چنین جوامعی حول گروهی از زنان به همراه فرزندانشان سازماندهی می‌شدند. وقتی پسران به سن معینی می‌رسیدند، معمولاً در محدوده ۶ تا ۱۰ سال، به گروهی از مردان می‌پیوستند (ص ۸۲). بنابراین، مردان برادر زنان و عموهای مادری فرزندان می‌بودند، اما به دلیل قوانین سخت‌گیرانه برون‌همسری که توسط سنت‌های مبتنی بر توتم و تابو اعمال می‌شد، پدران بیولوژیکی نمی‌توانستند باشند.
مؤلف در ادامه می‌گوید یک تابوی دوگانه وجود داشت (ص ۲۳، ۲۰۴). روابط جنسی در گروه‌های خویشاوندی مجاز نبود. اما مردان نیز مجاز به کشتن کسی در همان گروه‌های فامیلی تعریف شده نبودند. معمولاً منع شدیدی نیز برای مردان وجود داشت که غذای زنان را بخورند و بالعکس (صص ۷۱، ۸۳، ۹۱).
سیستم‌های توتم و تابو فقط در گروه‌های مشخصی از آدمخواری جلوگیری می‌کرد. با این حال، معمولاً مردان را ملزم می‌کردند که هیچ زنی یا اغلب حتی حیوانات ماده را نکشند (ص ۲۸۰). اولین رید استدلال می‌کند که این تابو با اعتقاد به داشتن جادوی برتر زنان اعمال می‌شد زیرا آن‌ها می‌توانستند به صورتی خارق‌العاده بچه بزایند (ص. ۱۰۸).
از منظر فمینیستی، مهم‌ترین نکته ای که باید به آن اشاره کرد این است که جامعه بشری اولیه تقریباً به‌طور قطع در امتداد خطوط مادرتباری سازماندهی شده بود و افراد برعکس امروزه، پیوندهای خویشاوندان خود را از طریق مادرانشان دنبال می‌کردند. مردان معمولاً به خوبی از تولد کودک دور نگه داشته می‌شدند و ممکن بود حتی ندانند که نوزادان از کجا می‌آیند (ص. ۳۴۰).
حداقل تا آنجا که به کودکان مربوط می‌شود، می‌توان این جوامع را مادرسالار توصیف کرد. زنان آنقدرها هم مردان را کنترل نمی‌کردند و آنها را از زندگی خانوادگی کنار می‌نهادند. مؤلف استدلال می‌کند که این احتمالاً برای محافظت از زنان و کودکان در برابر شکارچیان مردی بود که ممکن بود به آدم‌خواری دست زنند؛ چنان‌که در اسناد فسیلی سراسر دوران پارینه سنگی نشانه‌های آدمخواری یافت می‌شود. این روند با ظهور انسان خردمند از بین رفت (ص ۲۷–۲۸).
از دیدگاه فمینیستی این نیز مهم است که در جوامع شکارچی-گردآورنده، زنان برای خود و فرزندانشان غذا جمع می‌کردند و به‌طور جداگانه، مردان برای خود غذا شکار می‌کردند. مطالعات اولین رید نشان می‌دهد که در بیشتر مناطق مطمئن‌ترین منابع غذایی حیوانی نبوده بلکه گیاهی بوده‌است (ص ۱۰۶). به عبارت دیگر، او می‌گوید ادعاهای رایج مردسالارانه که بنای جامعه بشری را بر پایه مهارت‌های شکار می‌دانند، معتبر نیست.
تقسیم‌بندی جنسیتی مصرف غذا و همچنین جمع‌آوری غذا به این معنی بود که مردان به منبع غذایی کاملاً متفاوتی نسبت به زنان و کودکان متکی بودند. ممکن است مزیت فرگشتی سازمان اجتماعی انسان‌های خردمند این نبوده باشد که شکار مردانه به غذای خانواده کمک می‌کرد، بلکه این بوده باشد که در سازمان جدید مردان نیازی نداشتند برای غذای خانواده رقابت نکنند.
اولین رید استدلال می‌کند که نمونه‌های معتبری از حرکت جوامع از پدرسالاری به مادرسالاری وجود ندارد، اما نمونه‌های بسیاری در تاریخ و اسطوره‌شناسی از حرکت از مادرسالاری به پدرسالارانه وجود دارد؛ اگرچه این روند هنوز به خوبی درک نشده‌است (ص ۱۶۶).
بسیاری از جوامع مادرسالار که توسط انسان‌شناسان اولیه مورد مطالعه قرار گرفتند، به سرعت تغییر کردند و به انسان‌شناسان بعدی اجازه دادند که باور کنند که روابط پدرسالارانه یک هنجار در آن‌جای‌ها بوده‌است؛ بنابراین شواهد مادرسالاری تقریباً قبل از این که در تاریخ ثبت شوند، به فراموشی سپرده می‌شدند.
همان‌طور که رید می‌گوید، ما نباید این مادرسالاری را به عنوان «بهشت گمشده» ببینیم (ص. xviii). یک نقص آشکار در ساختار اجتماعی اولیه مبتنی بر توتم و تابو این بود که همیشه برخی از افراد را ملزم می‌کرد که خارج از گروه‌های خویشاوندی مطلوب باشند تا شرکای جنسی فراهم کنند (ص ۳۱۹، ۳۵۵، ۳۸۱). هنگامی که مردان شروع به زندگی مشترک با زنان به عنوان شوهر کردند، مسئولیت آن‌ها در در قبال پسران خواهران و مسئولیت آن‌ها در قبال فرزندان همسرشان تقسیم شد. نویسنده حدس می‌زند که این ممکن است علت قربانی‌های گسترده کودکان در بسیاری از جوامع در طلوع عصر «تمدن» باشد (صص ۴۰۳–۴).
انتقال از مادرسالاری به پدرسالاری شاید به بهترین وجه در اسطوره یونانی اورستس نشان داده شده‌است (ص ۴۶۰–۴). هنگامی که اورستس محاکمه می‌شود، سؤال کلیدی اولین رید این است که آیا او از گوشت و خون مادرش است، همان‌طور که در عرف مادرتباری وجود دارد، یا محصول ذریت پدرش است که در عرف پدرسالارانه بیان می‌شود. خوشبختانه در پروندهٔ اورستس، قاضی آتنا، الهه خرد، است که می‌پذیرد که او بدون مادر به دنیا آمده‌است (او از سر زئوس بیرون کشیده شده‌است)؛ بنابراین این ادعای پدرسالارانه را ثابت می‌کند که مادر ضروری نیست؛ بنابراین اورستس از گوشت و خون پدرش بود و کشتن مادرش اشکالی نداشت. اولین رید می‌گوید بر اساس چنین منطق تمام و کمالی، حکومت قانون پدرسالارانه در یونان باستان پایه‌گذاری شد.